# The Midnight Watch
The Midnight Watch est un film américain réalisé par Charles J. Hunt, sorti en 1927.

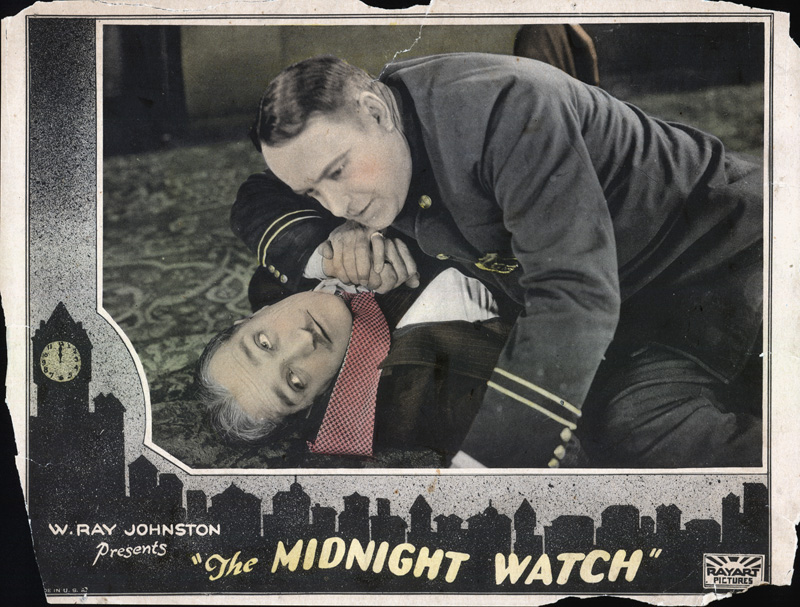
Carte promotionnelle du film.

C'est une des premières productions de Trem Carr sous son propre nom.

## Synopsis
Un étudiant enquête comme détective la nuit, et tente de prouver que sa fiancée n'a pas volé le précieux collier de son patron.

## Fiche technique
- Réalisation : Charles J. Hunt
- Scénario : Trem Carr
- Production : Trem Carr Pictures
- Photographie : Harold Wenstrom
- Distributeur : Rayart Pictures
- Durée : 60 minutes
- Date de sortie : février 1927

## Distribution
- Roy Stewart : Bob Breemer
- Mary McAllister : Rose Denton
- David Torrence : Chef Callahan
- Ernest Hilliard
- Marcella Daly